# Єлловгед (перевал)
Перевал Єлловгед — гірський перевал через континентальний вододіл Америки в канадських Скелястих горах. Розташований на межі провінцій між канадськими провінціями Альберта та Британська Колумбія та лежить у межах національного парку Джаспер та провінційного парку Маунт-Робсон.
Завдяки своїй скромній висоті 1,131 м і його поступових підходів, перевал був рекомендований сером Сендфордом Флемінгом як маршрут через Скелясті гори для запланованої Канадської тихоокеанської залізниці. Пропозиція була відхилена на користь прямішого та південного маршруту через складніший перевал Кікін-Хорс, відкритий у 1886 році. Пізніше залізниці Grand Trunk Pacific і Canadian Northern Railways використовували перевал Єлловгед для своїх основних ліній, побудованих бл. 1910–1913, і головна лінія їхнього наступника, Канадської національної залізниці, все ще йде цим маршрутом. Перший пасажирський поїзд Via Rail, канадський; поїзд Джаспер – принц Руперт; і Джасперова ділянка Рокі-Маунтінір використовують перевал Єлловгед, який зараз також використовується шосе Єллоухед.